# Chetosi
La chetosi, o acetonemia, è uno stato metabolico caratterizzato da elevati livelli di corpi chetonici nel sangue o nelle urine.
La chetosi è una reazione fisiologica che avviene in situazioni di bassa disponibilità di glucosio, ad esempio nelle diete a basso contenuto di carboidrati (low-carb) o digiuni, e fornisce una fonte di energia aggiuntiva sotto forma di chetoni.
Questi corpi chetonici possono fungere da fonti energetiche, ma anche da molecole segnale.
La chetosi costituisce un trattamento consolidato per l'epilessia, e si è rivelata efficace anche nel trattamento del diabete di tipo 2.
Attualmente sono in corso ricerche sui possibili effetti positivi della chetosi per quanto riguarda patologie neurologiche, sindrome metabolica, cancro e altre condizioni.

## Epidemiologia
Neonati e donne in gravidanza o che allattano, sono i gruppi che sviluppano chetosi fisiologica con particolare rapidità in condizioni di sfide energetiche come digiuni o malattie. In questo caso la chetosi può, seppure raramente, degradare in chetoacidosi nell'instaurarsi della patologie primaria.
La propensione per la produzione di chetoni nei neonati è dovuta alla loro dieta a base di latte materno ad alto contenuto di grassi, a un sistema nervoso centrale ancora sproporzionatamente grande, e alla quantità limitata di glicogeno epatico.

## Eziologia e patogenesi
Alti livelli di chetoni nel sangue sono dovuti molto spesso a una produzione accelerata di chetoni, ma possono essere causati anche da un'assunzione di chetoni esogeni e loro precursori.
Nel sangue si trovano sempre bassi livelli di chetoni, che aumentano in situazioni di bassa disponibilità di glucosio. Per esempio, dopo un digiuno di 24 ore, il 2-6% dell'energia proviene dai chetoni, e questa percentuale raggiunge il 30-40% se il digiuno si prolunga per tre giorni.
Il livello di restrizione di carboidrati richiesto per indurre uno stato di chetosi è variabile, e dipende dal livello di attività, dalla sensibilità all'insulina, dalla genetica, dall'età e altri fattori, ma solitamente la chetosi si presenta quando il consumo di carboidrati è inferiore ai 50 grammi al giorno per almeno tre giorni di seguito.
Quando nel sangue le riserve di glicogeno e glucosio sono basse, avviene nel corpo un cambiamento metabolico, per preservare il glucosio indispensabile all'encefalo (l'encefalo infatti non è in grado di ricavare energia dagli acidi grassi). Questo cambiamento richiede un aumento di ossidazione degli acidi grassi e di produzione di chetoni nel fegato, come fonte di energia alternativa nel sangue non solo per il cervello, ma anche per muscoli scheletrici, cuore e reni.
Tra i precursori dei corpi chetonici troviamo gli acidi grassi provenienti dal tessuto adiposo o dalla dieta, e gli amminoacidi chetogenici. La formazione dei corpi chetogeni avviene attraverso un processo noto come chetogenesi nella matrice mitocondriale delle cellule epatiche.
Gli acidi grassi possono essere rilasciati dal tessuto adiposo per mezzo di segnalazioni, da parte delle adipochine, di alti livelli di glucagone ed epinefrine, e bassi livelli di insulina, tipici di periodi a bassa disponibilità di glucosio, come ad esempio un digiuno. Legandosi al coenzima A, gli acidi grassi possono entrare nei mitocondri. Una volta all'interno, vengono utilizzati come combustibile nelle cellule, soprattutto attraverso beta ossidazione, che a ogni ciclo separa due atomi di carbonio da una molecola di acil-CoA per formare acetil-CoA. L'acetil-CoA entra nel ciclo dell'acido citrico, dove viene sottoposto a condensazione aldolica con acido ossalacetico per dar luogo ad acido citrico; anche l'acido citrico a sua volta entra nel ciclo dell'acido tricarbossilico (TCA), che permette di ricavare un altissimo rendimento energetico per atomo di carbonio nell'acido grasso di partenza.
L'acetil-CoA può essere metabolizzato attraverso il TCA in qualsiasi cellula, ma può anche essere sottoposto a chetogenesi nei mitocondri delle cellule epatiche. Quando la disponibilità di glucosio è bassa, l'acido ossalacetico viene deviato dal ciclo TCA, e viene sfruttato invece per produrre glucosio attraverso gluconeogenesi. Questo utilizzo dell'acido ossalacetico nella gluconeogenesi gli impedisce di condensarsi con l'acetil-CoA, evitando così l'ingresso nel ciclo TCA. In questa situazione, l'energia può essere raccolta dall'acetil-CoA attraverso la produzione di chetoni.
Nella chetogenesi, due molecole di acetil-CoA si condensano a formare acetoacetil-CoA per mezzo di tiolasi. L'acetoacetil-CoA si combina brevemente con un'altra molecola di acetil-CoA per mezzo di HMG-CoA sintasi a formare 3-idrossi-3-metilglutaril-CoA, che produce il corpo chetonico per HMG-CoA liasi. A questo punto l'acetoacetato può convertirsi reversibilmente in un altro corpo chetonico (l'acido β-idrossibutirrico) per deidrogenasi di acido β-idrossibutirrico. In alternativa, l'acetoacetato può degradarsi spontaneamente in un terzo corpo chetonico (l'acetone) e in anidride carbonica, che genera concentrazioni molto maggiori di acetoacetato e acido β-idrossibutirrico. I corpi chetonici prodotti non possono essere sfruttati a fini energetici dal fegato, perciò vengono esportati per fornire energia al cervello e ai tessuti periferici.
In aggiunta agli acidi grassi, gli amminoacidi chetogenici deaminati possono anche essere convertiti in intermediari nel ciclo dell'acido citrico, e produrre anch'essi corpi chetonici.

## Anatomia patologica
A causa della natura prettamente biochimica e transitoria, la chetosi non presenta manifestazioni anatomopatologiche considerevoli.

## Clinica

### Segni e sintomi
Gli effetti più comuni della chetosi sono mal di testa, fatica, vertigini, insonnia, difficoltà nel tollerare l'esercizio, costipazione e nausea, specialmente nei primi giorni e settimane dall'inizio di una dieta chetogenica.
Si può sviluppare un alito dal sapore dolce e fruttato in seguito alla produzione di acetone, esalato per la sua alta volatilità.
La maggior parte degli effetti indesiderati della chetosi a lungo termine sono noti soprattutto nei bambini, a causa dell'utilizzo consolidato di questa dieta nel trattamento dell'epilessia pediatrica. Tra questi, compromissione della salute ossea, rallentamento della crescita, iperlipidemia e calcoli renali.

### Esami di laboratorio
I livelli di chetoni possono essere misurati con test delle urine, del sangue o del respiro. Il confronto diretto tra questi metodi pone alcune limitazioni, dal momento che ogni test misura corpi chetonici diversi.
Il test delle urine è il metodo più comune per misurare i chetoni. Le strisce sfruttano la reazione del nitroprussiato di sodio con l'acetoacetato per dare una misurazione semi-quantitativa basata sul cambiamento di colore della striscia. Anche se il chetone predominante in circolazione predominante è il beta-idrossibutirrato, questo test misura l'acetoacetato. Spesso i chetoni nelle urine mostrano una bassa correlazione con i livelli sierologici di chetoni, dovuta alla variabilità dell'escrezione dei chetoni attraverso il fegato, all'influsso dello stato di idratazione, e alla funzionalità renale.
Il prelievo capillare con chetometro, simile al glucometro, permette un test istantaneo dei livelli di β-idrossibutirrato nel sangue. Questi livelli sierici possono anche essere misurati in laboratorio.

### Chetosi e chetoacidosi
La chetosi è una condizione fisiologica, caratterizzata da elevati chetoni nel siero e livelli normali di glicemia e pH.
Tracce di chetoni sono sempre presenti nel sangue, e aumentano quando le riserve di glucosio nel flusso sanguigno sono basse. In questi casi infatti il fegato passa da una metabolizzazione basata principalmente sui carboidrati ad una metabolizzazione basata principalmente sugli acidi grassi. Durante stati di aumentata ossidazione degli acidi grassi, come ad esempio il digiuno, la fame, la restrizione di carboidrati o l'esercizio prolungato, il fegato metabolizza rapidamente gli acidi grassi in acetil-CoA, ed alcune molecole di acetil-CoA possono a loro volta essere convertite in corpi chetonici: acetoacetato, beta-idrossibutirrato e acetone. Il fegato non è in grado di sfruttarle a fini energetici, perciò questi corpi chetonici vengono rilasciati nel flusso sanguigno, dove vengono usati dai tessuti periferici, encefalo incluso.
La chetosi fisiologica può essere il risultato di qualsiasi stato che aumenta l'ossidazione degli acidi grassi, inclusi il digiuno, esercizio prolungato o diete a bassissimo contenuto di carboidrati. La chetoacidosi può essere tipica di alcune condizioni patologiche, ma resta comunque un meccanismo fisiologico: in assenza di carboidrati (glicogeno e glucosio) il corpo può ricorrere, con alta efficienza energetica, ai corpi chetonici, prodotti a partire dagli acidi grassi e da amminoacidi come leucina e lisina. I corpi chetonici sono un ottimo substrato energetico sia per il cervello che per i muscoli, e la chetosi si instaura fisiologicamente naturalmente durante digiuno, gravidanza, allattamento e nei lattanti.
Quando la chetosi è indotta da una restrizione di carboidrati, viene detta a volte chetosi nutrizionale. Una dieta che si basi su un contenuto basso di carboidrati e moderato di proteine, e che quindi sia in grado di stimolare la chetosi, è detta dieta chetogenica. In questo caso i livelli di chetone restano generalmente al di sotto dei 3 mM.
La chetoacidosi è uno stato patologico, dato dalla produzione incontrollata di chetoni che porta all'acidosi metabolica; provoca gravi disturbi metabolici e costituisce un'emergenza medica potenzialmente fatale.
La chetoacidosi si distingue dalla chetosi fisiologica in quanto provoca anche un'incapacità di regolare naturalmente la produzione dei corpi chetonici. Nella chetosi fisiologica, i chetoni nel flusso sanguigno superano i livelli base di riferimento, ma l'omeostasi acido-base del corpo viene mantenuta regolarmente.
Nella maggioranza dei casi la chetoacidosi è provocata da una deficienza di insulina nel diabete di tipo 1, o negli stadi avanzati del diabete di tipo 2, ma può anche essere il risultato dell'abuso cronico di alcol, salicilismo o ingestione di alcol isopropilico.
I livelli di chetoni possono essere misurati nel sangue (chetonemia), nelle urine (chetonuria) o nel respiro; la chetonemia si aggira solitamente tra 0,5 e 3,0 millimoli (mM) nella chetosi fisiologica, mentre nella chetoacidosi si riscontrano concentrazioni superiori ai 10 mM.

## Impieghi clinici

### Epilessia
La chetosi indotta per dieta chetogenica è un trattamento ormai accettato nel contesto dell'epilessia refrattaria. È stata utilizzata per la prima volta negli anni 1920, ed è oggi ampiamente applicata in pazienti sia adulti sia pediatrici.

### Diabete di tipo 2
La chetosi indotta da una dieta a bassissimo contenuto di carboidrati è considerata un trattamento efficace contro il diabete di tipo 2, e può migliorare la glicemia fino a permettere una riduzione o un utilizzo discontinuo dei farmaci antidiabetici. La chetosi può essere un trattamento efficace per questi pazienti perché riduce il carico di glucosio legato alla dieta, aumenta la sensibilità all'insulina e riduce l'emissione di glucosio epatico. Questo si traduce in una riduzione di insulina, emoglobina glicata e glucosio a digiuno, e a un bisogno ridotto di insulina esogena.
Alcuni farmaci, tra i quali in particolare diverse classi di farmaci antidiabetici, richiedono particolare attenzione se accompagnati a uno stato di chetosi. L'utilizzo di inibitori SGLT2 è stato associato a casi di chetoacidosi euglicemica, un raro stato contraddistinto da un alto livello di chetoni che provoca acidosi metabolica con livelli di glicemia normale. Si presenta di solito in concomitanza con malattia, disidratazione o diete a basso contenuto di carboidrati in concomitanza con l'assunzione dei farmaci o dopo mancat assunzione di dosi di insulina.
Inoltre i farmaci utilizzati per ridurre direttamente la glicemia, comprese insulina e sulfaniluree, possono provocare ipoglicemia se non vengono opportunamente titolati prima di cominciare una dieta che induce chetosi.

### Obesità e sindrome metabolica
La chetosi può migliorare i marker della sindrome metabolica per mezzo della riduzione di trigliceridi sierologici, aumento delle lipoproteine ad alta densità (HDL) e aumento di dimensioni e volume delle particelle di lipoproteine a bassa densità (LDL). Questi cambiamenti supportano un profilo lipidico migliorato, nonostante l'aumento potenziale del livello di colesterolo totale.

### Impieghi in via di ricerca
Sono in corso studi sull'effetto della chetosi per un numero crescente di condizioni, tuttavia non si possono ancora stabilire raccomandazioni cliniche al riguardo basate sul livello attuale di evidenze.
- Patologie neurologiche: in aggiunta al suo utilizzo per l'epilessia, la chetosi è studiata nell'ambito di altre malattie neurologiche per i suoi supposti effetti neuroprotettivi[24]. Tra queste: Alzheimer, sclerosi laterale amiotrofica (ALS), autismo, emicrania, lesioni cerebrali, dolore, Parkinson, disordini del sonno[21].
- Cancro: studi preclinici indicano che la chetosi potrebbe avere effetti antitumorali, per quanto i test clinici siano stati limitati dalle dimensioni ridotte dei campioni e non abbiano mostrato a oggi benefici definitivi[25].
- Glicogenosi: è stata riportata l'utilità della chetosi nell'alleviamento dei sintomi legati alla glicogenosi e in altre malattie legate a disfunzioni delle riserve di glicogeno[26]. Le patologie caratterizzate dall'incapacità dei tessuti di utilizzare le riserve di glicogeno, come ad esempio la malattia di McArdle, potrebbero essere efficacemente gestite attraverso una dieta chetogenica che assicuri un utilizzo dei corpi chetonici da parte dei tessuti per produrre energia al posto delle vie metaboliche del glicogeno normalmente utilizzate per la glicolisi, che in questi pazienti sono compromesse.
- C'è un numero crescente di evidenze a favore dell'utilizzo della chetosi in altre condizioni come diabete di tipo 1, steatosi epatica non alcolica, acne, malattia policistica renale e sindrome dell'ovaio policistico, anche se la qualità di queste ricerche è limitata dalle piccole dimensioni dei campioni studiati[9][22][27].

## Medicina veterinaria
Nei bovini allevati per prodotti caseari, la chetosi si presenta comunemente durante le prime settimane dopo un parto, e viene a volte chiamata acetonemia. È il risultato di un deficit energetico, nel quale l'introito della dieta è inadeguato a compensare le aumentate richieste metaboliche della lattazione.
Le elevate concentrazioni di β-idrossibutirrato possono ridurre la gluconeogenesi, l'introito alimentare e il sistema immunitario, e avere un impatto anche sulla composizione del latte.
Test diagnostici possono essere utili per monitorare la chetosi nel bestiame.
Negli ovini, la chetosi, evidenziata da iperchetonemia con β-idrossibutirrato nel sangue superiore a 0,7 mmol/L, prende il nome di tossiemia da gravidanza. Si può sviluppare nelle ultime fasi della gravidanza in pecore incinte di più feti, ed è associata alle considerevoli necessità metaboliche richiesta dalla gravidanza.
Nei ruminanti, poiché la maggior parte del glucosio nel tratto digestivo viene metabolizzato da microrganismi all'interno del rumine, il glucosio deve essere sopperito per gluconeogenesi. La tossiemia da gravidanza avviene quasi sempre verso la fine della gravidanza, a causa delle aumentate necessità metaboliche della rapida crescita fetale, e può essere innescata da un apporto energetico insufficiente dovuto a condizioni meteorologiche avverse, stress o altre cause. Si può presentare un decorso rapido a seguito di parto naturale, cesareo o aborto indotto. La prevenzione per mezzo di un'alimentazione appropriata e altri dispositivi è più efficace del trattamento degli stati avanzati di tossiemia da gravidanza.